# Ambrosius-egen
Ambrosius-egen er en 400 år gammel kæmpeeg ved "Thorseng Hovedgård", Nørreskovvej, 1 km sydvest for Valdemars Slot på Tåsinge. Egen er opkaldt efter digteren Ambrosius Stub, der omkring 1750 var skriver og huslærer på Valdemars Slot. Ambrosius Stub yndede efter sigende at sidde under egen og læse og skrive.
Egeneg er plantet eller sået omkring år 1600, er cirka 21 meter høj og måler knap 7,5 meter i omkreds. Den blev fredet i 1921. Man formoder, at træet altid har været fritstående, hvilket forklarer, at det har så markant en krone.
I 1973 gennemførtes en omfattende træpleje, da træet var angrebet af råd.
Ambrosius-egen blev dateret ved en udboring 13. juni 1997, og boreprøven viste, at træet er ca. 400 år gammelt. Det underbygges også af årringsmålinger.
Boreprøven viste også, at træet var medtaget af råd, hvilket ses flere steder ved roden. Der er desuden enkelte svampelegemer i træet.